# Edgar Johnson Allen
Pour les articles homonymes, voir Allen.
Edgar Johnson Allen est un biologiste marin britannique, né le 6 avril 1866 à Preston et mort le 7 décembre 1942 à Plymouth.

## Biographie
Allen fait ses études au Yorkshire College (au sein de l’université de Leeds) et à l’université de Berlin. Il reçoit son Bachelor of Sciences à l’université de Londres.
Il passe presque toute sa carrière à la Marine Biological Association de Plymouth. De janvier 1895 à 1936, il est directeur de la bibliothèque de l’association. Il dirige des recherches sur l’embryogénèse des cétacés. Allen s’intéresse à la régénération. En 1910, Allen met au point une technique pour préparer de l’eau de mer artificielle afin de pouvoir élever des larves aquatiques. De son mariage en 1859 à Emma Johnson il a cinq fils et trois filles.
Il est membre de la Royal Society en 1914 et reçoit plusieurs distinctions : la médaille Darwin en 1936, la médaille linnéenne en 1926 et est fait commandeur de l’ordre de l'Empire britannique. Il enseigne notamment à Launceston (Cornouailles), et dans les Caraïbes, à Antigua.

## Source
- (nl) Cet article est partiellement ou en totalité issu de l’article de Wikipédia en néerlandais intitulé « Edgar Johnson Allen » (voir la liste des auteurs). (version du 29 juin 2008)